# كيم فلاورز
كيم فلاورز (بالإنجليزية: Kim Flowers)‏ هي ممثلة أمريكية، ولدت في القرن العشرين.

## أعمال

### أفلام
- (1997)  القيامة[1][2][3]
- (1998) الخوف والبغض في لاس فيغاس[4]

## وصلات خارجية
- كيم فلاورز على موقع IMDb (الإنجليزية)
- كيم فلاورز على موقع ألو سيني (الفرنسية)
- كيم فلاورز على موقع أول موفي (الإنجليزية)
- كيم فلاورز على موقع قاعدة بيانات الأفلام السويدية (السويدية)
- كيم فلاورز على موقع قاعدة بيانات الفيلم (الإنجليزية)
- كيم فلاورز على موقع كينوبويسك (الروسية)